# Campionat de França de Rugbi Top-14 2011-2012
El Campionat de França de Rugbi Top-14 2010-2011 fou organitzat per la Lliga Nacional de Rugbi de França. El vigent campió és l'Stade Toulousain. La competició s'inicià el 26 d'agost de 2011 i acabà el 9 de juny del 2012 on l'Stade Toulousain conservà el seu títol de campio. A la diferència de les altres competicions, no va marcar-se cap assaig durant els semifinals i la final.

## Fase preliminar
| Clubs                 | SUA     | AB      | BO      | USBB    | CABC    | CO      | ASMCA   | LOU     | MHRC    | USAP    | RM92    | SF      | RCT     | ST      |
| --------------------- | ------- | ------- | ------- | ------- | ------- | ------- | ------- | ------- | ------- | ------- | ------- | ------- | ------- | ------- |
| SU Agen               |         | 37 – 18 | 6 – 15  | 24 – 15 | 15 – 9  | 23 – 12 | 20 – 29 | 24 – 18 | 18 – 12 | 22 – 17 | 25 – 22 | 37 – 13 | 22 – 13 | 23 – 24 |
| Aviron Bayonnais      | 31 – 10 |         | 24 – 19 | 20 – 27 | 12 – 9  | 16 – 16 | 22 – 22 | 15 – 9  | 17 – 26 | 18 – 16 | 27 – 23 | 26 – 20 | 12 – 12 | 18 – 13 |
| Biarritz Olympique    | 9 – 9   | 21 – 19 |         | 38 – 13 | 26 – 11 | 18 – 23 | 15 – 14 | 15 – 15 | 23 – 30 | 25 – 29 | 22 – 13 | 16 – 5  | 25 – 6  | 15 – 20 |
| US Bordeaux Bègles    | 29 – 15 | 18 – 6  | 11 – 13 |         | 16 – 12 | 24 – 9  | 10 – 17 | 31 – 10 | 26 – 30 | 37 – 29 | 22 – 18 | 39 – 6  | 16 – 27 | 18 – 17 |
| CA Brive-Corrèze      | 19 – 20 | 30 – 10 | 32 – 7  | 9 – 23  |         | 13 – 15 | 6 – 9   | 12 – 15 | 9 – 23  | 17 – 9  | 12 – 18 | 25 – 9  | 14 – 9  | 9 – 9   |
| Castres Olympique     | 30 – 11 | 31 – 29 | 29 – 23 | 44 – 20 | 30 – 24 |         | 30 – 19 | 6 – 6   | 27 – 18 | 33 – 6  | 19 – 23 | 35 – 10 | 22 – 22 | 24 – 3  |
| Clermont Auvergne     | 29 – 13 | 19 – 13 | 41 – 0  | 34 – 6  | 57 – 14 | 33 – 16 |         | 20 – 13 | 29 – 15 | 29 – 23 | 31 – 13 | 25 – 9  | 25 – 19 | 35 – 5  |
| Lyon OL U             | 19 – 11 | 19 – 20 | 17 – 34 | 24 – 13 | 9 – 22  | 16 – 18 | 6 – 6   |         | 10 – 30 | 19 – 12 | 22 – 33 | 18 – 6  | 5 – 29  | 9 – 19  |
| Montpellier HRC       | 44 – 18 | 37 – 26 | 21 – 16 | 16 – 20 | 12 – 28 | 16 – 21 | 29 – 23 | 43 – 12 |         | 22 – 11 | 29 – 14 | 38 – 6  | 19 – 6  | 25 – 45 |
| USA Perpinyà          | 12 – 19 | 47 – 9  | 25 – 6  | 38 – 13 | 12 – 9  | 25 – 6  | 3 – 39  | 34 – 22 | 19 – 12 |         | 14 – 14 | 16 – 35 | 22 – 22 | 25 – 10 |
| Racing Métro 92       | 26 – 8  | 22 – 21 | 28 – 9  | 22 – 13 | 40 – 19 | 27 – 16 | 11 – 22 | 25 – 12 | 30 – 22 | 47 – 23 |         | 19 – 13 | 9 – 16  | 13 – 19 |
| Stade Français        | 53 – 27 | 33 – 18 | 23 – 10 | 41 – 20 | 28 – 17 | 38 – 21 | 37 – 16 | 40 – 19 | 19 – 19 | 35 – 31 | 29 – 3  |         | 19 – 19 | 18 – 22 |
| Rugby Club Toulonnais | 34 – 12 | 50 – 10 | 30 – 5  | 44 – 7  | 18 – 3  | 25 – 25 | 0 – 17  | 20 – 15 | 19 – 6  | 38 – 0  | 32 – 20 | 34 – 8  |         | 25 – 22 |
| Stade Toulousain      | 21 – 10 | 30 – 15 | 24 – 0  | 56 – 6  | 30 – 21 | 34 – 27 | 22 – 9  | 51 – 10 | 20 – 13 | 21 – 17 | 41 – 36 | 18 – 15 | 33 – 12 |         |

## Classificació
| Classificació general del Top 14 | Classificació general del Top 14 | Classificació general del Top 14 | Classificació general del Top 14 | Classificació general del Top 14 | Classificació general del Top 14 | Classificació general del Top 14 | Classificació general del Top 14 | Classificació general del Top 14 | Classificació general del Top 14 | Classificació general del Top 14 |
| Class.                           | Clubs                            | Pts                              | J                                | G                                | E                                | P                                | B                                | pf                               | pc                               | +-                               |
| -------------------------------- | -------------------------------- | -------------------------------- | -------------------------------- | -------------------------------- | -------------------------------- | -------------------------------- | -------------------------------- | -------------------------------- | -------------------------------- | -------------------------------- |
| 1.                               | Stade Toulousain                 | 87                               | 26                               | 19                               | 1                                | 6                                | 9                                | 629                              | 448                              | 181                              |
| 2.                               | Clermont Auvergne                | 87                               | 26                               | 19                               | 2                                | 5                                | 7                                | 644                              | 364                              | 280                              |
| 3.                               | Rugby Club Toulonnais            | 73                               | 26                               | 14                               | 5                                | 7                                | 7                                | 581                              | 393                              | 188                              |
| 4.                               | Castres Olympique                | 69                               | 26                               | 14                               | 4                                | 8                                | 5                                | 585                              | 522                              | 63                               |
| 5.                               | Montpellier HRC                  | 67                               | 26                               | 14                               | 1                                | 11                               | 9                                | 601                              | 505                              | 96                               |
| 6.                               | Racing Métro 92                  | 64                               | 26                               | 13                               | 1                                | 12                               | 10                               | 569                              | 538                              | 31                               |
| 7.                               | Stade Français                   | 58                               | 26                               | 11                               | 2                                | 13                               | 10                               | 568                              | 588                              | -20                              |
| 8.                               | US Bordeaux Bègles               | 53                               | 26                               | 12                               | 0                                | 14                               | 5                                | 493                              | 619                              | -126                             |
| 9.                               | Biarritz Olympique               | 52                               | 26                               | 10                               | 2                                | 14                               | 8                                | 424                              | 518                              | -94                              |
| 10.                              | SU Agen                          | 52                               | 26                               | 12                               | 1                                | 13                               | 2                                | 479                              | 573                              | -94                              |
| 11.                              | USA Perpinyà                     | 49                               | 26                               | 9                                | 2                                | 15                               | 9                                | 515                              | 578                              | -63                              |
| 12.                              | Aviron Bayonnais                 | 48                               | 26                               | 9                                | 3                                | 14                               | 6                                | 479                              | 619                              | -140                             |
| 13.                              | CA Brive-Corrèze                 | 42                               | 26                               | 7                                | 1                                | 18                               | 12                               | 408                              | 488                              | -80                              |
| 14.                              | Lyon OL U                        | 31                               | 26                               | 5                                | 3                                | 18                               | 5                                | 369                              | 591                              | -222                             |

## Fase final
| Lliguetes prèvies a semifinals | Lliguetes prèvies a semifinals | Lliguetes prèvies a semifinals |
| ------------------------------ | ------------------------------ | ------------------------------ |
| Castres Olympique              | 30 – 15                        | Montpellier HRC                |
| Rugby Club Toulonnais          | 17 – 13                        | Racing Métro 92                |

| Semifinals        | Semifinals | Semifinals            |
| ----------------- | ---------- | --------------------- |
| Stade Toulousain  | 24 – 15    | Castres Olympique     |
| Clermont Auvergne | 12 – 15    | Rugby Club Toulonnais |

| Final            | Final   | Final                 |
| ---------------- | ------- | --------------------- |
| Stade Toulousain | 18 – 12 | Rugby Club Toulonnais |

| Campió           |
| ---------------- |
| Stade Toulousain |